# Vitelotte

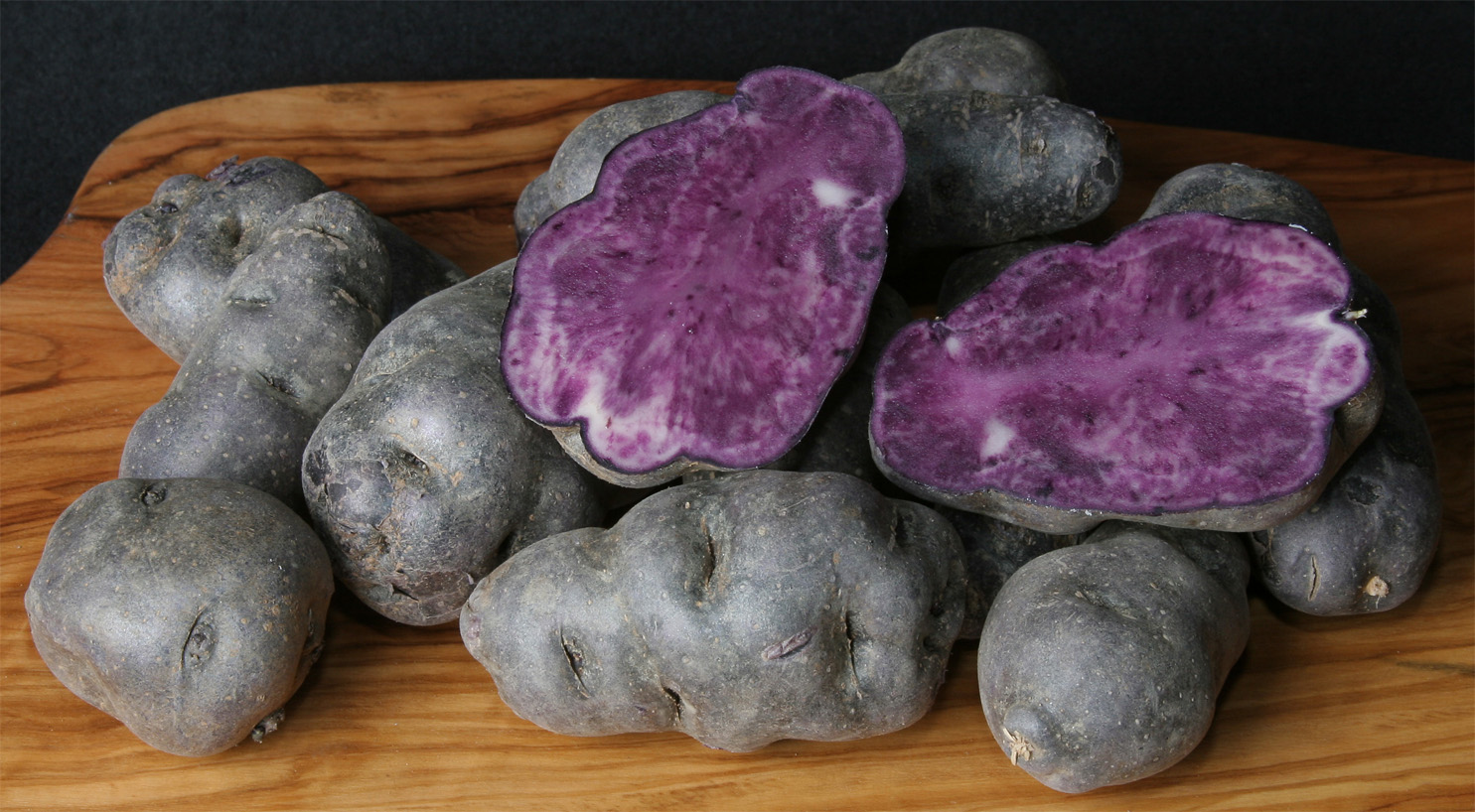
Vitelotten

Die Vitelotte (auch Négresse, Truffe de Chine, Vitelotte Noire, blaue französische Trüffelkartoffel, in Deutschland auch als „Blaue Kartoffel“ im Handel) ist eine sehr alte Ur-Kartoffelsorte. Sie bildet langovale, dunkelviolette Knollen mit tiefen Augen. Ihre Knollen sind mittelgroß bis klein mit dicker Schale. Sie hat lila-blaues Fleisch mit weißer Marmorierung.

## Geschichte
Sie stammt wahrscheinlich aus Peru und Bolivien, der südamerikanischen Urheimat der europäischen Kartoffel, und wird dort bis heute kultiviert. Vermutlich ist sie eine rund 200 Jahre alte Kreuzung peruanischer Ursorten.
Sie wurde ungefähr ab 1830 in Frankreich angebaut. Diese Kartoffel wurde im neunzehnten Jahrhundert in Katalogen aufgeführt. Heute wird sie vorwiegend in Frankreich kultiviert.

## Beschreibung

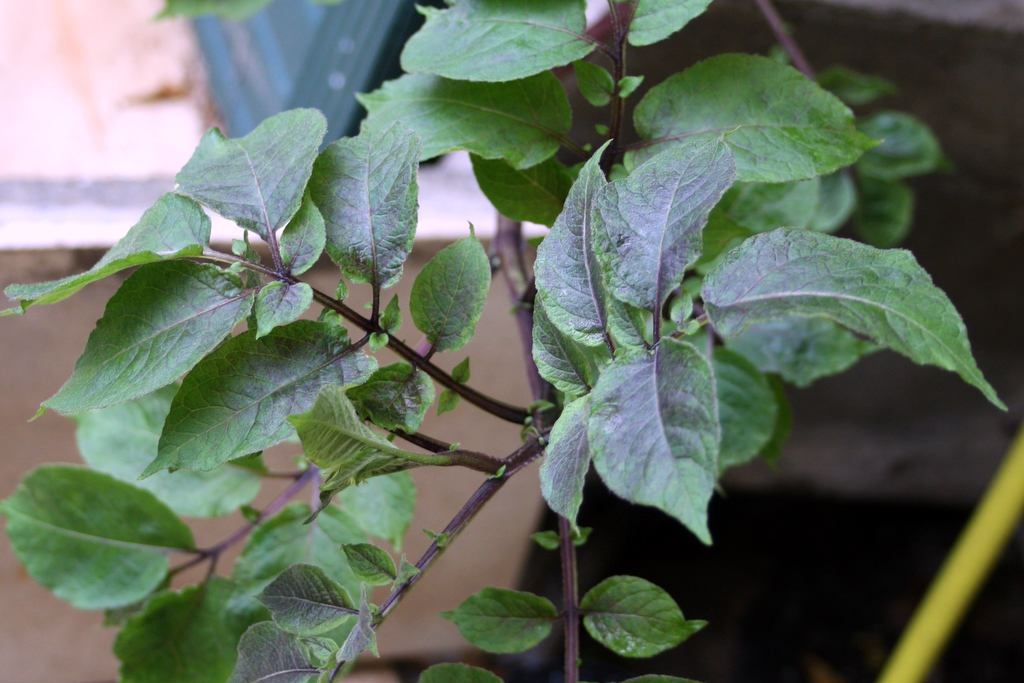
Vitelotte Blätter

### Allgemein
| Name    | Solanum tuberosum    |
| Familie | Nachtschattengewächs |
| Typ     | Gemüse               |

### Pflanze
| Lebensdauer  | einjährig                   |
| Lichtbedarf  | vollsonnig                  |
| Höheneignung | tiefe Lagen, mittlere Lagen |
| Anbaueignung | Hausgarten                  |
| Blütenfarbe  | weiß                        |

### Knolle
| Koch Typ     | festkochend                 |
| Reife        | spät, von Juni bis November |
| Fleischfarbe | violett                     |
| Schalenfarbe | lila-blau                   |
| Form         | lang oval                   |
| Augentiefe   | tief                        |

### Anbau
Die Vitelotte ist anpassungsfähig. Sie wächst bei wenig Platz im Kreis, bei viel Platz sehr in die Breite und in die Tiefe. Sie kann auch in kleinen Gefäßen gezogen werden.
Die Vitelotte wird für die industrielle Nutzung als ungeeignet angesehen. Sie ist nicht sehr ertragreich. und wird meist komplett von Hand geerntet. Die Knollen liegen zerstreut unter der Erde und bilden keine Horste aus, wie es bei anderen Sorten der Fall ist, was die maschinelle Ernte erschwert. All diese Faktoren führen in der Regel zu einem überdurchschnittlichen Preis. Durch die späte Reife und das langanhaltende Pflanzenwachstum wäre eine späte Ernte gut; eine hohe Anfälligkeit auf Kraut- und Knollenfäule empfiehlt jedoch eher eine frühe Ernte.

### Krankheiten
| Bezeichnung     | Information                                                          |
| --------------- | -------------------------------------------------------------------- |
| Blattläuse      | Die Blätter der Pflanze verlieren ihre Farbe und rollen sich auf     |
| Mehltau         | Blätter werden in weißes Fell gehüllt und verwelken                  |
| Kartoffelkäfer  | Kartoffelkäfer können innerhalb kurzer Zeit ganze Felder kahlfressen |
| Kartoffelpocken | Latein: Thanatephorus cucumeris                                      |
| Weichfäule      |                                                                      |

### Geschmack

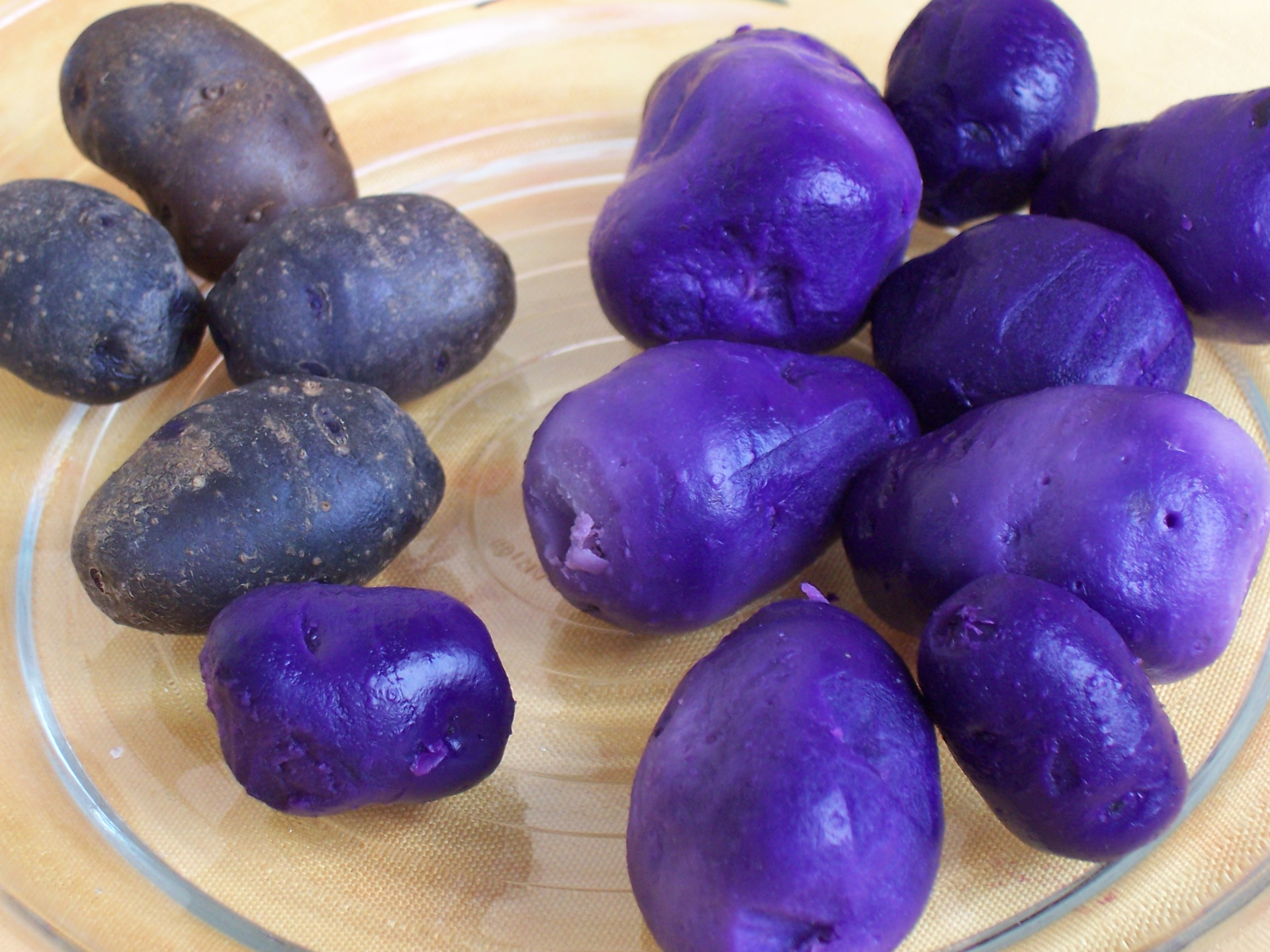
Gekochte Kartoffeln (Vitelotte)

Die Vitelotte ist festkochend und behält auch beim Kochen ihre Farbe. Der violett-blaue Mehlkörper der Kartoffel hat einen leicht nussigen Geschmack, ähnlich dem der Esskastanie. Sie ist weniger süß als unsere gewöhnlichen Kartoffelsorten.

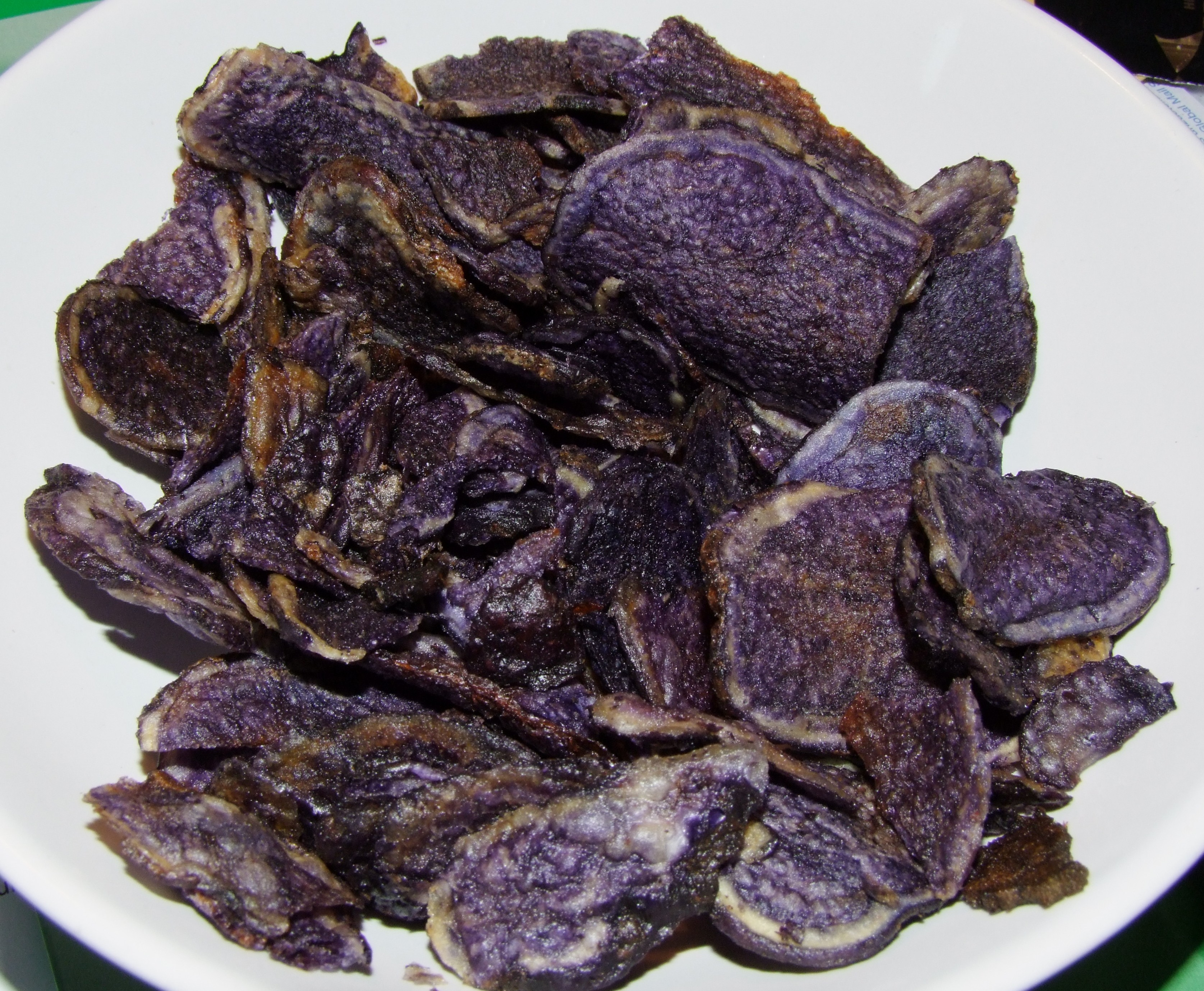
Vitelotte-Chips

### Verwendung
Sie kann als Bratkartoffel, für Salate, Kartoffelchips und Pellkartoffel verwendet werden. Da die Farbpigmente wasserlöslich sind sollte die Schale erst nach dem Kochen entfernt werden, dann bleibt die Farbe erhalten. Nach dem Kochen verteilt sich die violett-blaue Färbung teilweise.

### Ernährung
Alle Kartoffelknollen sind Quelle für Kohlenhydrate, Ballaststoffe, essentielle Aminosäuren, Vitamine (Vitamine C, B1, B3 und B6) und Mineralien wie Kalium, Phosphor und Magnesium. Vitelotte Kartoffeln sind jedoch reich an essentiellem Threonin, Cystin und Isoleucin und auch an Prolin, Glycin und Alanin.
Wenn lila Kartoffeln ohne Zusätze zubereitet werden, haben sie nur wenig Nahrungsenergie und enthalten gesunde sekundäre Pflanzenstoffe. Violette-Kartoffeln enthalten außerdem eine hohe Konzentration bestimmter Farbpigmente, Anthocyane, die hilfreiche Chemikalien enthalten.

## Blaue Färbung
Dank eines hohen Gehalts an dem natürlichen Farbstoff Anthocyan erscheint die Vitelotte von außen dunkel violett-blau bis nahezu schwarz. Die Anthocyane werden, bei allen anthocyanhaltigen Kartoffeln, in der Knollenschale hergestellt, was zum Schutz der Knolle dient. Innen sind die rohen Knollen hell und dunkel violett-blau durchwachsen.
Der Gehalt an Pigmenten ist sortenabhängig und beeinflusst die Stärke der Färbung. Die Sorte Vitelotte, die stark durchgefärbt ist, zeigt einen hohen Wert von ca. 100 mg Anthocyane pro 100 g frische Kartoffelmasse.
Die Farben anthocyanhaltiger Kartoffelknollen werden grundsätzlich durch die Profile der sechs hauptsächlich natürlich vorkommenden Anthocyanidine bestimmt. Diese sind Pelargonidin, Cyanidin, Peonidin, Delphinidin, Petunidin und Malvidin. Violette oder blaue Kartoffeln enthalten eine Mischung aus Petunidin, Malvidin und Peonidin.
In einer Studie wurden die insgesamt größten Mengen aller vier gemessenen Malvidinderivate in der Vitelotte gemessen. Damit wurden die Malvidine als vorherrschende Pigmente blaufleischiger Kartoffeln bestätigt. Anthocyane können die menschliche Gesundheit fördern. Für eine Reihe von ihnen konnten antioxidative, antikarzinogene und antiinflammatorische Aktivitäten gezeigt werden. Auch über eine mögliche unterstützende Wirkung in der Diabetesvorsorge und -behandlung und eine positive Förderung der Herzgesundheit wird diskutiert.

## Unterschiede zu anderen Sorten
In einer Vergleichsstudie wurde der Gesamtgehalt an Anthocyanen und die antioxidative Aktivität in Kartoffelfleisch mit unterschiedlichen Farben gemessen.
Hier erreichte den höchsten Gesamtgehalt an Anthocyanen u. a. die Sorten Vitelotte mit dunkelviolettem Fruchtfleisch, den niedrigsten erreichte die Sorte Blue Congo mit hellviolett marmoriertem Fruchtfleisch.
Die niedrigste antioxidative Aktivität wurde von der Gruppe mit gelbem oder weißem Fruchtfleisch, durchschnittlich 82,8 mg Ascorbinsäureäquivalent/kg FM, gemessen. In der Gruppe mit rotem Fruchtfleisch war er 4,34-mal höher und in der Gruppe violettfleischiger Sorten sogar 5,03-mal höher. Auch zwischen violett- und rotfleischigen Sorten wurden ebenfalls signifikante Unterschiede in der antioxidativen Aktivität festgestellt.

### Ähnliche Sorten
Blue Congo – Wird auch „Blaue Kongo“ und „Blaue Schweden“ genannt. Diese Sorte ist oval, mittelgroß bis groß, hat flache Augen, eine dunkelblaue Schale, blaues Fleisch, ist mehlig kochend und Reife mittelspät. Sie hat einen besseren Ertrag als die Vitelotte.
Bergerac – Einer ihrer Elternteile soll die Vitelotte sein. Die langovalen, eher kleinen Knollen mit mitteltiefen Augen sind festkochend und sollen einen nussigen Geschmack haben.
Bleue de la manche – Eine ovale, festkochende Sorte hat eine blauviolette Schale und feinen Geschmack.
Salad Blue – Diese Kartoffelsorte hat eine blauviolette Schale und unterscheidet sich vor allem durch ihren leicht nussigen Geschmack. Wie der Name schon sagt, eignet sie sich besonders gut für Salate.
Blaue St. Galler – Sie hat eine bläuliche Schale und ist vorwiegend festkochend. Außerdem hat sie einen intensiven Geschmack und eine cremige Konsistenz.
Weitere Sorten können auf der Liste von Kartoffelsorten gefunden werden.